# Louis van Schoor

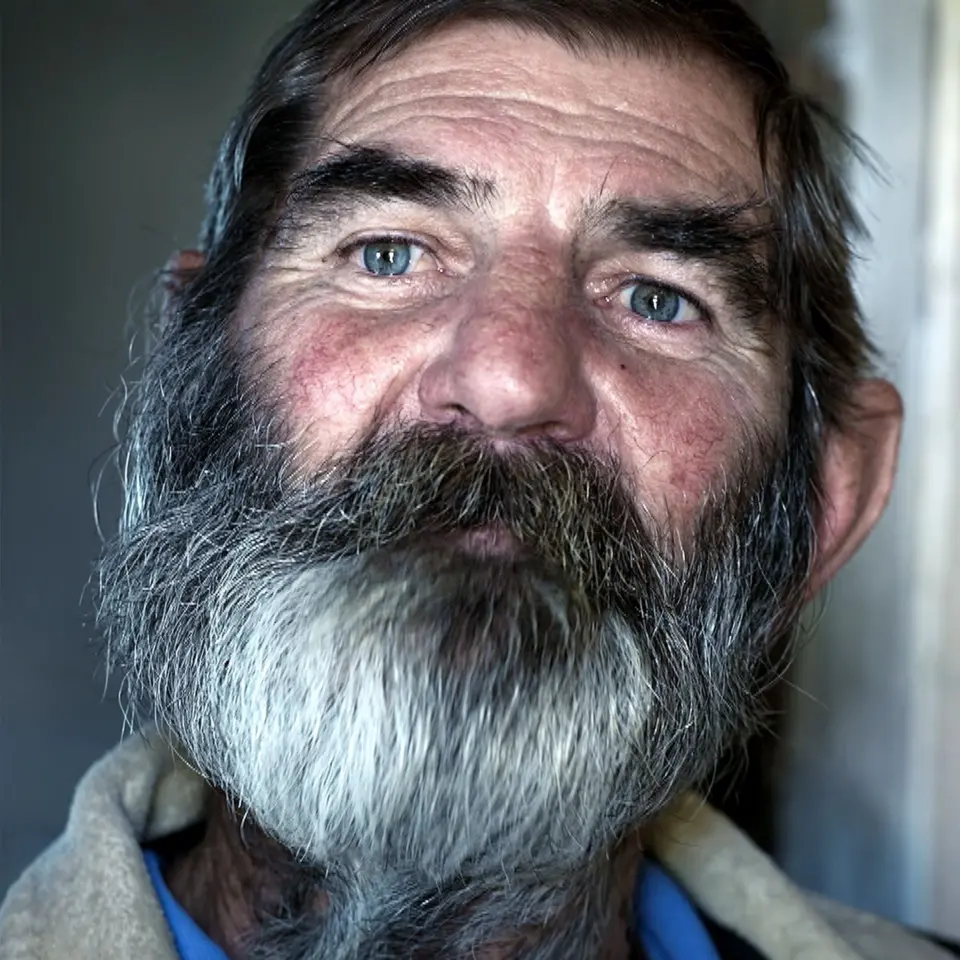
Louis van Schoor(2024)

Sybrand Jacobus Lodewikus „Louis“ van Schoor (* 1951; † 25. Juli 2024) war ein südafrikanischer Polizist und Wachmann sowie Serienmörder, der Morde zwischen 1986 und 1989 beging und in der Folge wegen sieben Morden und zwei Mordversuchen verurteilt wurde. Gegenüber einem Reporter gab er jedoch an, er habe möglicherweise mehr als 100 Menschen angeschossen oder erschossen.

## Leben
Van Schoor verdingte sich als Wachmann, nachdem er eine Zeit lang als Polizist der Polizeihundestaffel Dienst versehen hatte.

## Die Mordserie
Van Schoors Modus Operandi war es, auf den stillen Alarm in von ihm zu überwachenden Geschäftsräumen zu reagieren und bei Antreffen sofort mit seiner 9-mm-Pistole das Feuer auf die Eindringlinge zu eröffnen.
Die meisten seiner Opfer waren schwarze Männer, so dass der Verdacht aufkam, seine Morde seien rassistisch motiviert gewesen, van Schoor bestritt dies jedoch und erklärte den Tod der Einbrecher mit den Worten, er habe „nur seinen Job“ gemacht.

## Verurteilung und Haftstrafe
Van Schoor wurde wegen sieben Morden und zwei Mordversuchen zu 20 Jahren Gefängnis verurteilt. Während der Verbüßung seiner Haftstrafe soll er sich, den Aussagen eines Gefängnismitarbeiters nach, wie ein „beispielhafter Gefangener“ betragen und Führungsqualitäten bewiesen haben.

## Freilassung
Nach Verbüßung von zwölf Jahren Haftstrafe wurde er auf Bewährung entlassen.